# Elijah Imre
Elijah Imre (* 18. Juli 2003) ist ein österreichischer Fußballspieler.

## Karriere
Imre begann seine Karriere beim FC Dornbirn 1913. Zur Saison 2017/18 kam er in die AKA Vorarlberg, in der er in den folgenden vier Spielzeiten sämtliche Altersstufen durchlief. Zur Saison 2021/22 kehrte er zu seinem Stammklub Dornbirn zurück. In seinem ersten Halbjahr nach der Rückkehr spielte er allerdings ausschließlich für die fünftklassige Reserve des Zweitligisten.
Im Februar 2022 debütierte er schließlich in der 2. Liga, als er am 17. Spieltag jener Saison gegen den SKU Amstetten in der Startelf stand. Bis Saisonende kam er fünfmal für die Profis von Dornbirn zum Einsatz. Zur Saison 2022/23 wechselte er innerhalb der Stadt zum Regionalligisten SC Admira Dornbirn.